# La República Ibérica
La República Ibérica va ser un periòdic espanyol editat a Madrid entre 1869 i 1870, d'ideologia republicana.
Editat a Madrid, va començar a publicar-se al desembre de 1869, durant el llamado Govern Provisional, en el Sexenni Democràtic. Gregorio de la Fuente Monge el descriu com «diari de Miguel Morayta», Isidro Sánchez Sánchez assenyala que hauria estat dirigit per Josep Roca i Galès, mentre que Manuel Ossorio y Bernard cita Salvador Sanpere i Miquel com a director. En concloure l'any 1870 es continuaria publicant.
D'ideologia republicana, hi col·laboraren autors com Miguel Morayta Sagrario, Nicolás Díaz y Pérez, Juan Manuel Cabello, Francisco María Tubino y Rada, Tomás Avalos, Eduardo Benot Rodríguez, Ramón de Cala, Luis Calvo y Revilla, Francisco de Paula Canalejas Casas, Federico Caro, Manuel Carrasco, Francisco Díaz Quintero, Juan Fernández Ferraz, Antonio Ignacio Fornesa, Damián Frau, Celestino de Frías Salazar, Joaquín Gil Berges, Eusebio Gimeno y Martínez, Manuel González Araco, Jacinto Hermúa y Sánchez, Jesús Lozano Pinna-Ossorio, Manuel Matoses, Federico Moja y Bolívar, Pedro J. Moreno Rodríguez, Manuel Moxó y Pérez, José María Orense, Eduardo Palanca Asensi, Eusebi Pascual i Casas, Enrique Pérez de Guzmán, Francesc Pi i Margall, José Prefumo y Dodero, Víctor Pruneda Soriano, Benigno Rebullida y Micolau, Alberto Regúlez y Sanz del Río, Juan de Revilla y Oyuela, Luis del Río y Ramos, Josep Narcís Roca i Farreras, Josep Roca i Galès, Salvador Sanpere i Miquel, Gonçal Serraclara, Juan Pablo Soler, Santiago Soler i Pla, José Cristóbal Sorní, Joan Tutau i Vergés, Agustín Urgellés de Tovar, Antonio Sánchez Pérez o Enrique Romero Jiménez, entre d'altres.